# De Do Do Do, De Da Da Da
De Do Do Do, De Da Da Da – piosenka z 1980 autorstwa Stinga, nagrana przez brytyjski zespół The Police. Utwór wydany został na singlu w grudniu 1980, będącym drugą małą płytą promującą trzeci album zespołu, Zenyatta Mondatta.

## Lista utworów
7" A&M / AMS 9110 (Wielka Brytania)
1. „De Do Do Do, De Da Da Da” – 4:09
2. „A Sermon” – 2:34

7" A&M / AM 2275 (USA)
1. „De Do Do Do, De Da Da Da” – 4:09
2. „Friends” – 3:35

7" A&M / AM 25000 (USA)
1. „De Do Do Do, De Da Da Da” (wersja hiszpańska) – 4:00
2. „De Do Do Do, De Da Da Da” (wersja japońska) – 4:00

## Twórcy
- Sting – gitara basowa, wokal
- Andy Summers – gitara
- Stewart Copeland – perkusja